# Zweitafelprojektion

Grund- und Aufriss in Zweitafelprojektion

Die Zweitafelprojektion ist eine grundlegende Methode der Darstellenden Geometrie. Dabei wird ein Punkt {\displaystyle P} des Anschauungsraums mit Hilfe zweier senkrechter Parallelprojektionen auf zwei zueinander senkrechte Ebenen (Bildtafel) {\displaystyle \pi _{1},\pi _{2}} projiziert. Üblicherweise ist die Ebene
{\displaystyle \pi _{1}} horizontal und heißt Grundrisstafel und
{\displaystyle \pi _{2}} vertikal, die Aufrisstafel.
Die Schnittgerade
{\displaystyle k_{12}=\pi _{1}\cap \pi _{2}} heißt Risskante.
Die entstehenden
Bilder {\displaystyle P',P''} sind Grundriss bzw. Aufriss von {\displaystyle P}.
Stellt man sich {\displaystyle \pi _{1}} als x-y-Ebene und {\displaystyle \pi _{2}} als y-z-Ebene vor, die sich in der y-Achse schneiden, so erkennt man, dass in beiden Projektionen (Rissen) {\displaystyle P',P''} alle räumlichen Informationen (Koordinaten) des Punktes {\displaystyle P} enthalten sind.
Die Erweiterung der Zweitafelprojektion um eine weitere Darstellungsebene führt zur Dreitafelprojektion.
Solche Risse waren schon den Griechen und Römern bekannt. Allerdings erst eine Idee von Gaspard Monge machte es möglich, die wesentlichen raumgeometrischen Probleme der darstellenden Geometrie relativ einfach zeichnerisch zu lösen. Monge klappte die Aufrisstafel um die Risskante in die Grundrisstafel und benutzte die Grundrisstafel als Zeichenebene. Die zunächst räumliche Zuordnung von {\displaystyle P'} und {\displaystyle P''} geht dabei in die Zuordnung in der Zeichenebene durch einen Ordner (Lot zur Risskante) über. Man sagt, Grundriss und Aufriss
{\displaystyle P',P''} sind in der Zeichenebene über den zugehörigen Ordner einander zugeordnet.

## Grund- und Aufrisse verschiedener Punkte

Zweitafelprojektion: verschiedene Lagen von Punkten

Da die Anschaulichkeit der Lage von Punkten in der Zweitafelprojektion deutlich geringer ist als in einem räumlich wirkenden Bild (Axonometrie), bedarf es einiger Übung, um sich die räumliche Lage eines konkreten Punktes anhand seines Grund- und Aufrisses vorzustellen. Normalerweise erwartet man, dass sich bei einer Zweitafelprojektion der Grundriss eines Punktes unterhalb und der Aufriss eines Punktes oberhalb der Risskante befindet. Wie Beispiele in dem Bild zeigen, muss das nicht der Fall sein. Allerdings ist man immer bemüht, Grund- und Aufriss eines Objektes in der Zweitafelprojektion optisch zu trennen (Grundriss „unten“, Aufriss „oben“).

## Geraden

Zwei-Tafel-Projektion einer Gerade

Zwei-Tafel-Projektion: verschiedene Lagen von Geraden

Zweitafelprojektion einer Gerade: Spurpunkte

Eine Gerade ist durch zwei Punkte eindeutig bestimmt. Also sind ihr Grund- und Aufriss durch die Grund- und Aufrisse zweier Punkte bestimmt.

### Höhenlinien, Frontlinien
Es gibt mehrere Sonderlagen von Geraden, die besondere Bezeichnungen erhalten (siehe die Abbildung):
- Eine Höhenlinie ist eine Gerade, die parallel zur Grundrisstafel {\displaystyle \pi _{1}} verläuft.
- Eine Frontlinie ist eine Gerade, die parallel zur Aufrisstafel {\displaystyle \pi _{2}} verläuft.
- Eine Hauptgerade ist eine Höhen- oder Frontlinie.
- Eine Erstprojizierende ist eine Lotgerade zur Grundrisstafel und damit ein Projektionsstrahl für den Grundriss.
- Eine Zweitprojizierende ist eine Lotgerade zur Aufrisstafel und damit ein Projektionsstrahl für den Aufriss.
- Eine gelehnte Gerade ist in einer zur Risskante {\displaystyle k_{12}} senkrechten Ebene {\displaystyle \pi _{3}} enthalten. Gelehnte Geraden sind bei Konstruktionen sehr unangenehm, da sowohl Grund- und Aufriss auf den einzigen Ordner fallen (siehe die Abbildung).

Sowohl Höhen- als auch Frontlinien spielen bei der Bestimmung von wahren Längen eine besondere Rolle, denn
- eine Strecke auf einer Höhenlinie erscheint im Grundriss in wahrer Länge.
- eine Strecke auf einer Frontlinie erscheint im Aufriss in wahrer Länge.

Hauptlinien spielen auch bei rechten Winkeln eine wichtige Rolle, denn
- Ein rechter Winkel erscheint im Grundriss (Aufriss) wieder als rechter Winkel, wenn ein Schenkel auf einer Höhenlinie (Frontline) liegt.

Beliebige Winkel erscheinen im Grundriss (Aufriss) in wahrer Größe, wenn beide Schenkel parallel zur Grundrisstafel (Aufrisstafel) liegen. Tafelparallelität kann man entweder durch eine Drehung der Ebene, in der der Winkel liegt, um eine Höhenlinie (Frontlinie) oder durch zwei Umprojektionen (siehe wahre Gestalt) erreichen.

### Spurpunkte
Bei Konstruktionen werden oft die Spurpunkte einer Gerade benutzt. Sie sind die Durchstoßpunkte {\displaystyle S_{1},S_{2}} der Gerade mit den Risstafeln. Es gilt immer
- {\displaystyle S_{1}=S_{1}'\;,\quad S_{2}=S_{2}''\quad } und

{\displaystyle S_{1}''\;,\quad S_{2}'\quad } liegen auf der Risskante (siehe Bild).

## Ebenen

### Beschreibung einer Ebene, Spurgeraden

Zweitafelprojektion einer Ebene: Spuren, Hauptgeraden

a) Normale im Punkt
b) Lot von Punkt auf Ebene (durch gegeben)

Zweitafelprojektion: Sonderlagen von Ebenen

Eine Ebene wird in der darstellenden Geometrie in der Regel durch ein Dreieck oder zwei sich schneidende Geraden in Grund- und Aufriss beschrieben. Im zweiten Fall wählt man hierfür möglichst Hauptgeraden (Höhenlinien, Frontlinien) oder Spurgeraden (Schnittgeraden der Ebene mit den Risstafeln, siehe Bild). Auch hier bedarf es einiger Übung, um sich aus den gegebenen Grund- und Aufrissen die Lage der Ebene im Raum vorstellen zu können (siehe Bild).
Für Spurgeraden {\displaystyle s_{1},s_{2}} einer Ebene gilt:
- {\displaystyle s_{1}=s_{1}',s_{2}=s_{2}''} und

{\displaystyle s_{1}'',s_{2}'} fallen mit der Risskante zusammen und werden meistens weggelassen (siehe Bild).
Bei Konstruktionen mit Ebenen sind oft folgende Eigenschaften nützlich:
- Die Frontlinien einer Ebene sind alle zueinander parallel, insbesondere zur Aufrissspur {\displaystyle s_{2}} (siehe Bild).
- Die Höhenlinien einer Ebene sind alle zueinander parallel, insbesondere zur Grundrissspur {\displaystyle s_{1}}.

### Lot auf eine Ebene, Abstand Punkt-Ebene
Da der Riss (senkrechte Parallelprojektion) eines rechten Winkels nur dann wieder ein rechter Winkel ist, wenn ein Schenkel parallel zur Bildtafel ist (siehe Abschnitt über Geraden), gilt (siehe Bild)
- Der Grundriss eines Lotes auf eine Ebene ist senkrecht zu einer beliebigen Höhenlinie der Ebene.
- Der Aufriss eines Lotes auf eine Ebene ist senkrecht zu einer beliebigen Frontlinie der Ebene.

Will man den Abstand eines Punktes {\displaystyle Q} von einer Ebene bestimmen, so muss man das Lot zur Ebene durch {\displaystyle Q} mit der Ebene schneiden (siehe: Durchstoßpunktkonstruktion). Der Schnittpunkt ist der Lotfußpunkt {\displaystyle F}. Die wahre Länge der Strecke (Lot) {\displaystyle {\overline {QF}}} ist schließlich der gesuchte Abstand des Punktes von der Ebene.

### Lotebene, Lot auf eine Gerade, Abstand Punkt-Gerade
Will man das Lot von einem Punkt {\displaystyle Q} aus auf eine Gerade {\displaystyle g} (im Raum) fällen, so verwendet man die Ebene {\displaystyle \varepsilon } durch {\displaystyle Q}, die senkrecht zu {\displaystyle g} ist, als Hilfsebene. {\displaystyle \varepsilon } ist eine Lotebene von {\displaystyle g}. Es gilt
- Der Grundriss {\displaystyle h_{1}'} der Höhenlinie {\displaystyle h_{1}} von {\displaystyle \varepsilon } durch {\displaystyle Q} ist senkrecht zu {\displaystyle g'}.

({\displaystyle h_{1}''} ist parallel zur Risskante !)
- Der Aufriss {\displaystyle h_{2}''} der Frontlinie {\displaystyle h_{2}} von {\displaystyle \varepsilon } durch {\displaystyle Q} ist senkrecht zu {\displaystyle g''}.

({\displaystyle h_{2}'} ist parallel zur Risskante !)
Damit liegt die Ebene {\displaystyle \varepsilon } durch die Höhen- und Frontlinie im Punkt {\displaystyle Q} fest.
Mit Hilfe der Durchstoßpunktkonstruktion lässt sich dann der Lotfußpunkt {\displaystyle F=g\cap \varepsilon } bestimmen. Der Abstand des Punktes Q von der Gerade {\displaystyle g} ist die wahre Länge der Strecke {\displaystyle {\overline {QF}}}. Wie man eine wahre Länge bestimmt findet man hier.

## Umprojektion, Dreitafelprojektion

Umprojektion eines Punktes (neuer Aufriss:)

Umprojektion eines Rhombendodekaeders und wahre Gestalt eines Rhombus

In der darstellenden Geometrie gibt es zwei Grundaufgaben, die durch Einführung eines neuen Risses gelöst werden können. Dies sei am Beispiel des Rhombendodekaeders (s. u.) erläutert. Der Rhombendodekaeder ist durch zugeordnete Risse (Grund- und Aufriss) gegeben. Gesucht ist 1) ein anschaulicher Riss (Orthogonalprojektion) und 2) die wahre Gestalt eines der 12 Rhomben.
Zunächst wird erklärt wie man einen neuen Riss eines in Grund- und Aufriss gegebenen Punktes konstruiert.

### Einführung eines neuen Aufrisses
Gegeben: Ein Punkt {\displaystyle P} in Grund- und Aufriss ({\displaystyle P',P''}, Risskante {\displaystyle k_{12}}) und eine neue Aufrisstafel {\displaystyle \pi _{3}} durch die Risskante {\displaystyle k_{13}}.
Gesucht: Der neue Aufriss {\displaystyle P'''}.
{\displaystyle P'} und {\displaystyle P'''} sind also über einen Ordner (Lot zu {\displaystyle k_{13}}) einander zugeordnet. ({\displaystyle P'',P'''} sind nicht einander zugeordnet !)
Aus dem Bild ist zu erkennen
- {\displaystyle P'''} liegt auf dem Ordner (Lot zu {\displaystyle k_{13}} durch {\displaystyle P'}) im gleichen Abstand von {\displaystyle k_{13}} wie der alte Aufriss {\displaystyle P''} von der alten Risskante {\displaystyle k_{12}} (siehe Bild).

Beispiel Rhombendodekaeder:

In dem hier gezeigten Beispiel ist ein Rhombendodekaeder in Grund- und Aufriss gegeben.
1) anschaulicher Aufriss
Beide gegebenen Risse sind zwar leicht zu zeichnen, sie sind aber unanschaulich, da viele Punktepaare im Aufriss bzw. Grundriss zusammenfallen. Durch Einführen der neuen Risskante {\displaystyle k_{13}} wird ein weiterer Aufriss definiert. (Die neue Risskante kann fast beliebig gewählt werden. Sie sollte nur nicht parallel und nicht senkrecht zu dem Grundriss einer der Polyederkanten sein.) In dem neuen Riss liegen keine Punkte mehr hintereinander. Dadurch sind die einzelnen Rhomben und ihre Lage im Raum besser zu erkennen. (Beim Erstellen des neuen Aufrisses lässt sich ausnutzen, dass jedes der 3 Vierecke {\displaystyle \{B,C,D,E\},\{F,G,H,I\},\{J,K,L,M\}} auf gleicher Höhe liegt und damit auch den gleichen Abstand zur neuen Risskante hat.)
2) wahre Gestalt eines Rhombus
Offensichtlich liegt der Rhombus {\displaystyle FKGC} in einer senkrechten Ebene. Führt man eine neue Aufrissebene so ein, dass sie parallel zu dem Rhombus {\displaystyle FKGC} ist, so muss der Rhombus im neuen Riss in wahrer Gestalt erscheinen. Also wählt man eine neue Risskante {\displaystyle k_{14}} parallel zu {\displaystyle F'G'} und konstruiert den neuen Aufriss der vier Punkte {\displaystyle FKGC}. Der Rhombus {\displaystyle F''''K''''G''''C''''} hat die wahre Gestalt der Rhomben.

Kreuzriss und Dreitafelprojektion

### Kreuzriss, Dreitafelprojektion
Ist die neue Risstafel zur Grundrisstafel und zur Aufrisstafel senkrecht, d. h.
{\displaystyle k_{23}\perp k_{12}}, nennt man den neuen Aufriss Kreuzriss (s. Bild) und ordnet ihn direkt dem bestehenden Aufriss zu. Eine Zuordnung des neuen Risses zum Grundriss erhält man durch konzentrische Kreisbögen als Ordner (siehe Bild). Damit kann man jetzt Informationen aus irgendeinem Riss über die entsprechenden Ordner in die anderen beiden Risse übertragen. Solch eine Anordnung nennt man Dreitafelprojektion.